# Clase Florida
Los acorazados clase Florida de la Armada de los Estados Unidos comprendían dos embarcaciones: el Florida y el Utah, botados en 1910 y 1909 respectivamente y, asignados en 1911. Eran ligeramente más largos que el diseño de la clase anterior, Delaware, por lo demás eran muy similares. Fue la primera clase de acorazado estadounidense en el que todas sus embarcaciones recibieron motores de turbinas de vapor. En la clase Delaware, al North Dakota le fue instalada la propulsión de turbinas de vapor como un experimento, mientras que su embarcación hermana, el Delaware, mantuvo motores de triple expansión.
Ambos navíos participaron en la segunda batalla del puerto de Veracruz, en 1914, desplegando destacamentos de marines como parte de la operación. Tras la entrada de los Estados Unidos a la Primera Guerra Mundial, en 1917, las dos embarcaciones fueron desplegadas en Europa. El Florida fue asignado a la Gran Flota británica con base en Scapa Flow; en diciembre de 1918 transportó al presidente Woodrow Wilson a Francia para las negociaciones de paz. El Utah fue asignado para tareas de escolta de convoyes; se le asignó su base en Irlanda y, se le encargó la protección de convoyes cuando se acercaban al continente europeo. 
Retenidas bajo los términos del tratado naval de Washington, de 1922, las dos embarcaciones fueron significativamente modernizadas, con bulges antitorpedos, calderas de combustible instaladas, así como otras mejoras; pero fueron desmilitarizadas bajo los términos de la conferencia naval de Londres. El Florida fue desguazado y, el Utah convertido en el primer barco objetivo controlado por radiocontrol y luego como entrenador de artillería antiaérea. Sirvió con este último papel hasta que fue hundido durante el ataque japonés a Pearl Harbor, el 7 de diciembre de 1941. Su casco, nunca recuperado, permanece en el fondo del puerto como un monumento de guerra.

## Antecedentes
La clase Florida fue la tercera de diez clases independientes construidas entre 1906 y 1919; período en el cual fueron encargados un total de veintidós acorazados. Los nuevos dreadnoughts de la línea de batalla estadounidense fueron diseñados a partir de la experiencia de los pre-dreadnoughts y la observación en los diseños extranjeros, ya que aún no había sido encargado alguno al momento en que los Florida fueron diseñados; todos estaban en alguna etapa de su construcción o de diseño. El diseño de las embarcaciones capitales estadounidenses estaba fuertemente influenciado por ejercicios de guerra llevados a cabo en el Colegio Naval de Guerra de la Armada. El capitán William Sims dirigió una reforma que asignó el diseño de los buques de guerra a la Junta General.
Estas embarcaciones tuvieron una mejora sobre los anteriores clase Delaware. Sus salas de motores eran más grandes para albergar cuatro turbinas de vapor Curtis o Parsons. Su manga más grande les dio una altura metacéntrica mayor, en la que la clase Delaware era notablemente deficiente, lo que mejoró la flotabilidad y redujo la tensión del casco. Las embarcaciones tenían montados cañones nuevos calibre 127 mm/51 como batería secundaria en casamatas que contaban con una mayor protección de blindaje. La clase mantuvo las torres de mando grandes y completamente cerradas que fueron adoptadas de la clase Delaware, como resultado de estudios de la batalla de Tsushima, en 1905. El diseño redujo la vulnerabilidad del personal de mando. En general, estas embarcaciones estaban mucho mejor protegidas que sus contrapartes británicas, aunque sufrieron grandes modificaciones durante el período de entreguerras.

## Diseño

### Características generales
Las embarcaciones de la clase Florida tenían 160 metros de eslora en la línea de flotación, y 159 m de eslora total. Tenían una manga de 27 m y un calado de 8.7 m. Su desplazamiento estándar era de 21 825 toneladas largas, y su desplazamiento máximo era de 23 033 toneladas largas. Esto era un incremento de aproximadamente 2500 toneladas largas sobre la clase anterior Delaware. También se reorganizó parte de la súperestructura de las embarcaciones, incluyendo los mástiles de celosía y las chimeneas. Las embarcaciones tenían una tripulación de 1001 oficiales y hombres . La manga más ancha incrementó la altura metacéntrica de los navíos, lo que le permitió a las embarcaciones acomodar sus cañones de calibre medio más grandes, sin ninguna consecuencia en el peso máximo.
De manera experimental, el Florida fue equipado con un puente más grande del estándar de ese entonces, para albergar tanto al personal de la embarcación como al de control de fuego, mientras que el Utah recibió una torre de control de disparo fuertemente blindada sobre un puente de tamaño estándar. El primero resultó especialmente exitoso, al punto que cuando se propuso una torre de control de disparo blindada más grande y un puente de tamaño estándar para la clase Nevada, fue rechazado en favor de un puente más amplio como el del Florida.
Ambos navíos fueron modernizados de 1925 a 1927; entre las mejoras estuvieron la adición de bulges antitorpedos, que fueron diseñados para incrementar la resistencia al daño subacuático, esto incrementó la manga de las embarcaciones a 32 m. También fueron removidos los mástiles de celosía y fueron reemplazados por un mástil de poste. Se montó una catapulta de aviones en la torreta número 3.

### Propulsión
Las embarcaciones eran propulsadas por turbinas de vapor Parsons de cuatro ejes; el vapor era generado por doce calderas Babcock & Wilcox alimentadas por carbón. Los motores tenían una potencia de 28 000 shp (20 880 kW) para proporcionar una velocidad máxima de 21 nudos (39 km/h). Durante las pruebas, el Florida alcanzó 22.08 nudos (10.89 km/h) con 40 511 shp (30 209 kW), mientras que las turbinas del Utah produjeron solamente 27 028 shp (20 155 kW) pero propulsó a la nave a 21.04 nudos (38.97 km/h). Sin embargo, el acomodo de las salas de máquinas y de calderas se mantuvo igual que las de los Delaware, con la sala de máquinas situada entre las torretas principales traseras y las líneas de vapor corriendo debajo de la torreta trasera de súperdisparo. Los navíos tenían un alcance de 5776 millas náuticas (10 700 km) a una velocidad crucero de 10 nudos (19 km/h).
Las salas de máquinas de estas embarcaciones fueron ampliadas para acomodar las turbinas de vapor Parsons más grandes, lo que significó que la sala de calderas posterior tuviera que ser eliminada. Las salas de calderas restantes se ampliaron 1.2 m; para lograr esto y mantener una protección adecuada subacuática y sobre los búnkeres de carbón, las embarcaciones fueron construidas con una manga .91 m más amplia que los Delaware; por tanto, el espaciamiento de las chimeneas era menor que en el de estos últimos. Durante la reconstrucción del Florida y del Utah, de 1925 a 1927, sus calderas de carbón fueron reemplazadas por cuatro calderas White-Forster, de fueloil. La reducción en el número de calderas permitió que sus chimeneas gemelas se canalizaran en una sola chimenea más grande.

### Armamento

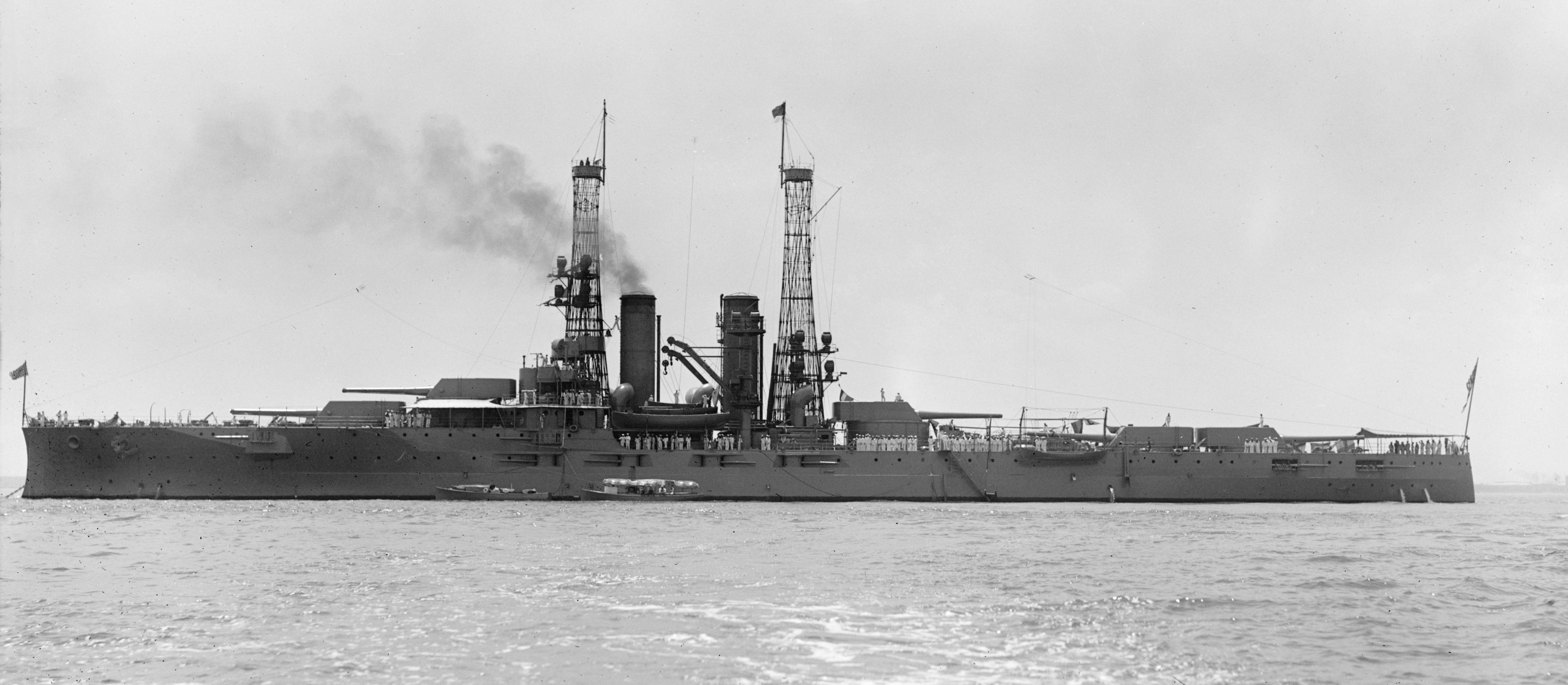
Vista lateral del Florida, con sus cañones principales dispuestos igual que en los acorazados clase Delaware

Se pretendía originalmente armar estos navíos con ocho cañones calibre 356 mm/45 que estaban en fase de desarrollo en soportes de súperdisparo en proa y popa. Ya que estos cañones no entraron en servicio hasta 1914, la disposición de diez cañones calibre 305 mm/45 en cinco torretas dobles se mantuvo de la clase Delaware. Las casamatas de los cañones eran de tipo serie 8 y, permitían un abatimiento de -5° y una elevación de 15°. Los cañones tenían una cadencia de tiro de 2 o 3 rondas por minuto. Disparaban proyectiles de 395 kg, tanto de tipo perforador (AP), como de tipo común, aunque estos últimos quedaron obsoletos para 1915 y fueron sacados de producción. La carga propelente era de 141 kg en costales de seda y proporcionaba una velocidad de salida de 823 m/s. Se esperaba que las armas dispararan 175 rondas antes de que los cañones tuvieran que ser reemplazados. Las dos embarcaciones transportaban 100 proyectiles por cañón, 1000 rondas en total. Con una elevación de 15°, los cañones podían alcanzar objetivos a una distancia aproximada de 18 288 m.
Se mantuvo también el diseño de las torretas de la clase Delaware, con sus respectivos desafíos. Las torretas 1 y 2 estaban montadas en proa a par de súperdisparo, mientras las otras tres estaban montadas en la popa en la superestructura principal, todas en la línea central. La torreta trasera, la número 5, estaba colocada en la cubierta principal, apuntando hacia atrás; la siguiente torreta, la número 4, estaba colocada en la cubierta principal apuntando hacia el frente, pero solo podía disparar a los costados, no podía ser disparada hacia adelante o atrás. La torreta central, la número 3, estaba colocada en posición de súperdisparo apuntando hacia atrás, no podía disparar hacia atrás cuando la torreta debajo de ella apuntaba sus cañones hacia adelante. Esto dejaba sola a la torreta trasera, con su par de cañones de 305 mm para cubrir el cuarto trasero de la embarcación. También, ya que la sala de máquinas estaba situada entre la torreta trasera de súperdisparo y las demás torretas detrás de ella, las líneas de vapor corrían de las salas de calderas en la sección media de la embarcación alrededor del pañol de municiones de la torreta número 3, hasta la sala de máquinas. Posteriormente, se encontró que estas líneas tenían el potencial de calentar la pólvora en los cargadores y degradar su balística. Este defecto en el diseño prevalecía también en varios dreadnoughts británicos, pero los diseñadores navales lo consideraban inevitable por motivos estructurales.

### Otras armas

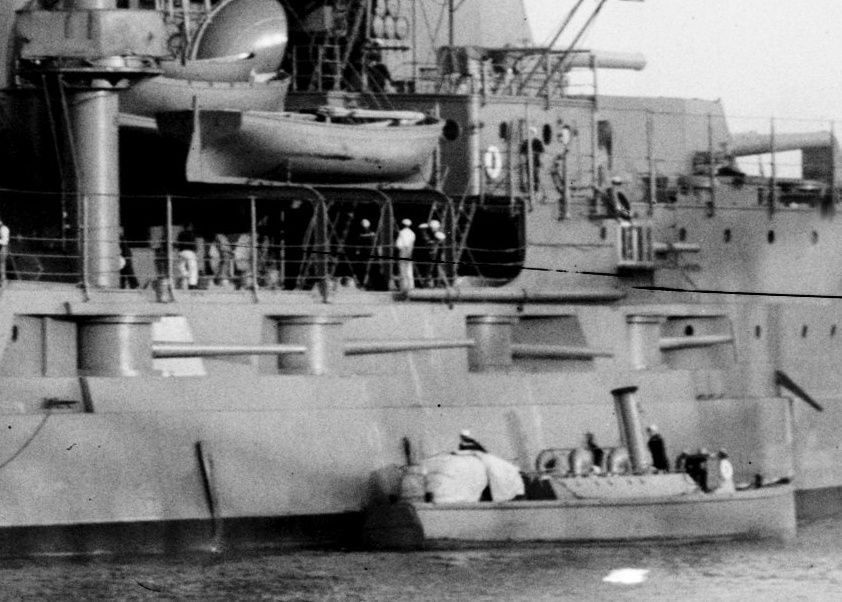
Batería delantera de estribor de cañones calibre 127 mm/51 del Utah

Para estas embarcaciones, la Oficina de Construcción y Reparaciones de la Armada (C&R) propuso cañones de 152 mm como armamento secundario, protegidos por casamatas con un blindaje de 165 mm. Este era el único cambio en el esquema de protección heredado de la clase Delaware. Sin embargo, en su lugar fueron adoptados cañones calibre 127 mm/51 después de que preocupaciones sobre la protección inadecuada en las casamatas de los cañones secundarios y la absorción de humo llevaran a un aumento en el blindaje. Dieciséis de estos cañones fueron acomodados en casamatas individuales. Estos cañones disparaban proyectiles perforadores de blindaje de 23 kg a una velocidad inicial de 960 m/s y, a una velocidad de 8 a 9 rondas por minuto. Los cañones permitían un abatimiento de -10° y una elevación de 15°. Los cañones eran operados manualmente, y tenían un rango de puntería de 150º en cualquier dirección.
En 1917, a ambas embarcaciones les fueron instalados dos cañones calibre 76 mm/23 para defensa antiaérea, que fueron aumentados a ocho cañones entre 1926 y 1928. Estos cañones disparaban proyectiles de 7 kg a una velocidad de salida de 503 m/s, a una distancia máxima de 8047 m con un tope de 5486 m a una elevación de 75° y una velocidad de entre 8 o 9 rondas por minuto.
Las embarcaciones también estaban armadas con dos tubos lanzatorpedos sumergidos, de 533 mm. Los tubos estaban montados a cada costado de los navíos. Los torpedos eran de 5 m de largo y tenían una ojiva de 91 kg. Tenían un alcance de 3658 m y se desplazaban a una velocidad de 26 nudos (48 km/h).

### Blindaje
El diseño del blindaje era en gran parte el mismo que el de los acorazados previos Delaware. El cinturón blindado tenía un grosor de 229 a 279 mm en las áreas más importantes de la embarcación. Los cañones en casamatas montados en el casco tenían una placa de blindaje de entre 203 y 254 mm. Después de ser modernizados, algunos cañones en casamatas fueron trasladados a la superestructura; estos cañones estaban protegidos con un blindaje de 127 mm. Las barbetas que albergaban las torretas de los cañones principales tenían un blindaje de entre 102 y 254 mm; las laterales, más vulnerables al fuego de proyectiles, era más gruesa, mientras que en las frontales y traseras de las barbetas, que tenían menos probabilidades de ser impactadas, recibieron un blindaje más delgado para ahorrar peso. Las propias torretas de los cañones tenían un blindaje de 305 mm. La torre de mando tenía un grosor de 292 mm. La cubierta blindada se redujo ligeramente en su grosor, de 51 a 38 mm.

## Embarcaciones
| Nombre  | Número de casco | Astillero                         | Puesta de quilla    | Botado                  | Asignado                 | Dado de baja            | Destino                                                        |
| ------- | --------------- | --------------------------------- | ------------------- | ----------------------- | ------------------------ | ----------------------- | -------------------------------------------------------------- |
| Florida | BB-30           | Astillero Naval de Brooklyn       | 9 de marzo de 1909  | 12 de mayo de 1910      | 15 de septiembre de 1911 | 16 de febrero de 1931   | Desguazado en Filadelfia, en 1931                              |
| Utah    | BB-31           | New York Shipbuilding Corporation | 15 de marzo de 1909 | 23 de diciembre de 1909 | 31 de agosto de 1911     | 5 de septiembre de 1944 | Hundido en el ataque a Pearl Harbor, el 7 de diciembre de 1941 |

## Construcción
El Florida, ordenado con el número de casco «Acorazado #30», fue puesto en quilla en el Astillero de Brooklyn, en Nueva York, el 9 de marzo de 1909. Fue botado el 12 de mayo de 1910, después de lo cual comenzaron los trabajos de su acondicionamiento, que terminaron el 15 de septiembre de 1911, momento en el que fue asignado a la Armada de los Estados Unidos. El Utah fue ordenado con el número de casco «Acorazado #31». Fue puesto en quilla en Camden, Nueva Jersey, en la New York Shipbuilding Corporation seis días después, el 15 de marzo. El trabajo avanzó más rápido en el Utah que en el de su embarcación hermana y fue botado cuatro meses y medio antes, el 23 de diciembre de 1909. Entró a trabajos de acondicionamiento que duraron hasta el 31 de agosto de 1911, fecha en que fue asignado a la flota estadounidense.

## Historial de servicio

### USSFlorida

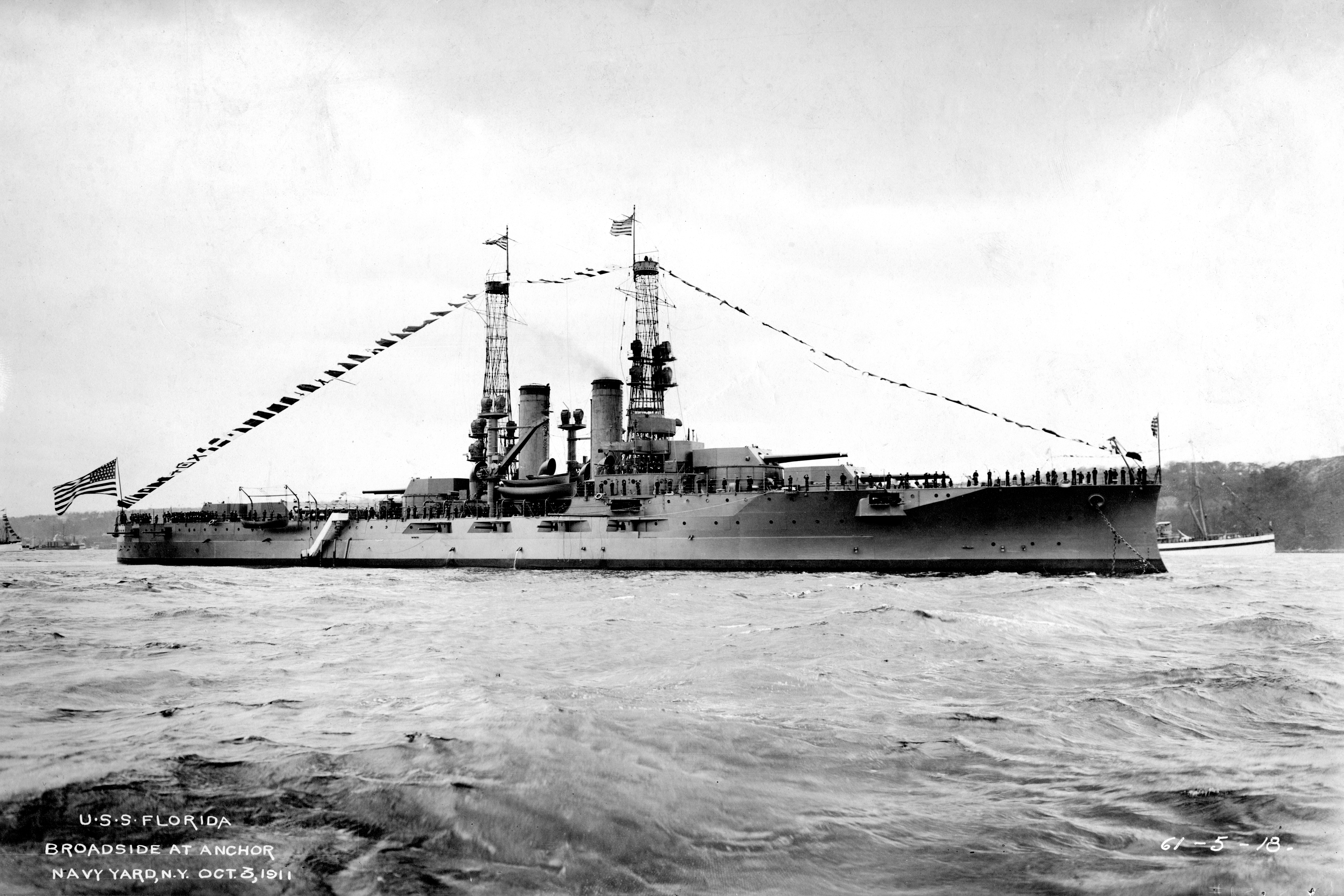
El Florida pasando una revista naval en 1911

El Florida participó en la segunda batalla de Veracruz, en 1914. El acorazado y su buque gemelo, el Utah, fueron las dos primeras embarcaciones en llegar a la escena; ambos navíos desembarcaron unos 1000 soldados e infantes de marina bajo las órdenes del capitán del Florida, el 21 de abril. Los combates duraron 3 días; los contingentes de los dos acorazados sufrieron 94 bajas.
Después de que los Estados Unidos entraran a la Primera Guerra Mundial en abril de 1917, el Florida fue enviado a Europa; partió de Estados Unidos en diciembre de 1917. Después de llegar al mar del Norte, fue asignado a la Gran Flota, donde sirvió con sus homólogos británicos. La embarcación, parte de la 9.ª División de Acorazados de la Armada de los Estados Unidos, bajo el mando del contraalmirante Hugh Rodman, arribó el 7 de diciembre y fue asignada al 6.º Escuadrón de Combate de la Gran Flota. Después de ejercicios de entrenamiento con la flota británica, el 6.º Escuadrón recibió la tarea de protección de convoyes en la ruta a Escandinavia. Después del fin de la guerra, en diciembre de 1918, la embarcación escoltó al presidente Woodrow Wilson en su viaje a Europa para participar en las negociaciones de paz, en Versalles. Más tarde en diciembre, el Florida regresó a los Estados Unidos para participar en la revista de la flota de la Victoria, en el puerto de Nueva York.
Finalizada la guerra, el Florida regresó a la flota del Atlántico de la Armada de los Estados Unidos, donde operó a lo largo de la costa este de los Estados Unidos y en Centroamérica. En julio de 1920, le fue asignado el número de casco «BB-30». En diciembre de 1920, transportó al secretario de Estado, Bainbridge Colby, en un viaje diplomático por el Caribe y Sudamérica. Fue el acorazado estadounidense más antiguo que se mantuvo bajo los términos del tratado naval de Washington, de 1922. Pasó por una extensa reconstrucción y modernización a mediados de la década de 1920. Después de salir del astillero, fue asignado como buque insignia de la Fuerza de Control de la Flota Estadounidense. La embarcación dirigió una serie de cruceros de entrenamiento por el resto de la década. Bajo la conferencia naval de Londres de 1930, la embarcación fue retirada. En febrero de 1931, fue dada de baja y remolcada al astillero naval de Filadelfia, donde fue desguazada como chatarra.

### USSUtah

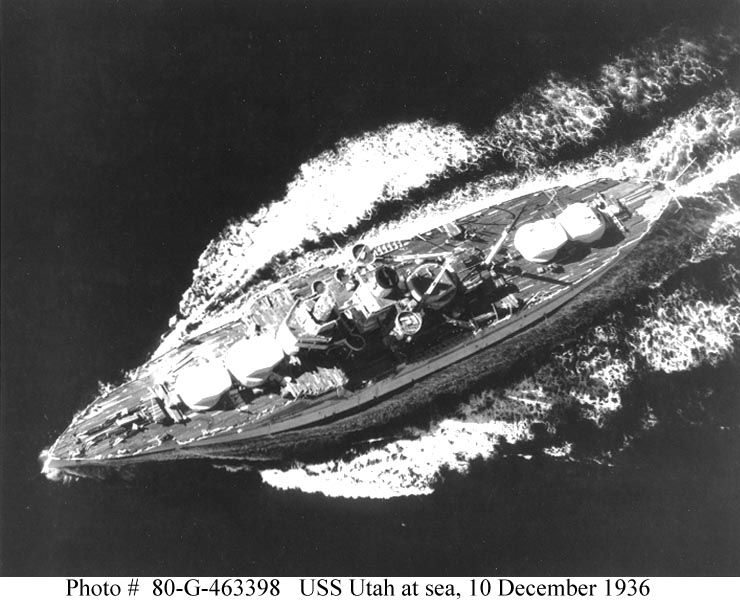
El Utah sirviendo como barco objetivo en 1936

La primera asignación del Utah fue con la flota del Atlántico. Durante 1913, hizo un viaje de buena voluntad al Mediterráneo. También participó en la segunda batalla de Veracruz, junto a su embarcación hermana, Florida. La embarcación estuvo en primera línea durante Primera Guerra Mundial, aunque no fue asignada con la Gran Flota británica. A inicios de septiembre de 1918, hizo base en la bahía de Bantry, en Irlanda, donde realizó labores de escolta de convoyes en su aproximación a Europa.
Después de la guerra, el Utah regresó al servicio con la flota del Atlántico y estuvo de 1921 a 1922 en Europa. La embarcación fue mantenida bajo el tratado naval de Washington. De 1924 a 1925, la embarcación navegó en un crucero de buena voluntad a Sudamérica. Después de su regreso a Estados Unidos, fue puesta en dique seco para una reconstrucción significativa. Después de reunirse a la flota activa, fue asignada a la Flota Expedicionaria de los Estados Unidos. A finales de 1928, navegó al Atlántico Sur, donde recogió al presidente electo Herbert Hoover, que regresaba de una visita de embajador por varios países sudamericanos.
De acuerdo a la conferencia naval de Londres, el navío debía ser retirado del servicio de primera línea. Con este fin, fue retirada su batería principal de cañones y fue convertido en un barco objetivo radiocontrolado. Fue redesignado como «AG-16» y operó así después de 1931. A mediados de la década de 1930, fue reconstruido de nuevo como un buque escuela de artillería antiaérea. En 1941, le fueron instalados cañones antiaéreos adicionales para incrementar su capacidad de entrenamiento. A finales de ese mismo año, fue transferido a la flota del Pacífico con base en Pearl Harbor, lugar donde estuvo presente el 7 de diciembre de 1941; después de ser impactado por dos torpedos, zozobró y se hundió. Años después, el casco fue parcialmente enderezado y remolcado cerca de la isla Ford, donde el naufragio permanece en la actualidad.

## Further reading
- Friedman, Norman (2011). Naval Weapons of World War One (en inglés). Seaforth Publishing. ISBN 978-1-84832-100-7. OCLC 751804655.